# 方腊
方腊（？—1121年10月7日），又名方十三，一名方朕，原籍安徽歙县，后迁居睦州青溪县（今浙江省淳安县）。北宋末年著名明教領袖及農民起事首領，江浙一帶「喫菜事魔」之徒。

## 生平
方腊是雇工出身，性情豪爽，深得人心，加上有较强的组织才能，利用明教传教，号召很多生活困苦的农民跟随他；当时宋朝统治者穷极奢侈，人民终岁劳苦，不得一饱，江浙地区还遭受花石纲的掠夺，宋统治者对辽夏贵族岁奉财物，屈辱求和。
宣和二年（1120年）率众在歙县七贤村起事（一说在今淳安县万年乡清溪幫源洞起事。），在漆园中誓师，指斥宋王朝罪恶，自号圣公，年号永樂，以巾饰为标志，自红巾以上分六等；分兵出击，教徒兰溪朱颜、吴邦、剡县仇道人、仙居吕师囊、方岩山陈十四、苏州石生、归安陆行儿等也纷起响应；其后攻占杭州、歙州等，建立了横跨今日江苏、浙江、安徽、江西四省的六州52县在内的政权，东南震动，在当时危害極大；他拟划江而守，渐图进取，計劃十年内推翻宋朝。
宣和三年（1121年）四月，王淵的裨将韩世忠，潜行清溪溪谷，向一婦人問路，前捣清溪幫源洞，生擒方腊，後來忠州防御使辛兴宗领兵截住洞口，佔为己功。方腊及部下方肥等五十二人被俘，於八月在汴京被處決。史稱方腊之亂，「凡破六州、五十二縣，戕平民二百萬。所掠婦女，自賊洞逃出，裸而縊於林中者，相望百馀里。」（《續資治通鑑》）
后宋朝政府将睦州改名严州，清溪县改名淳化县。

## 文藝作品

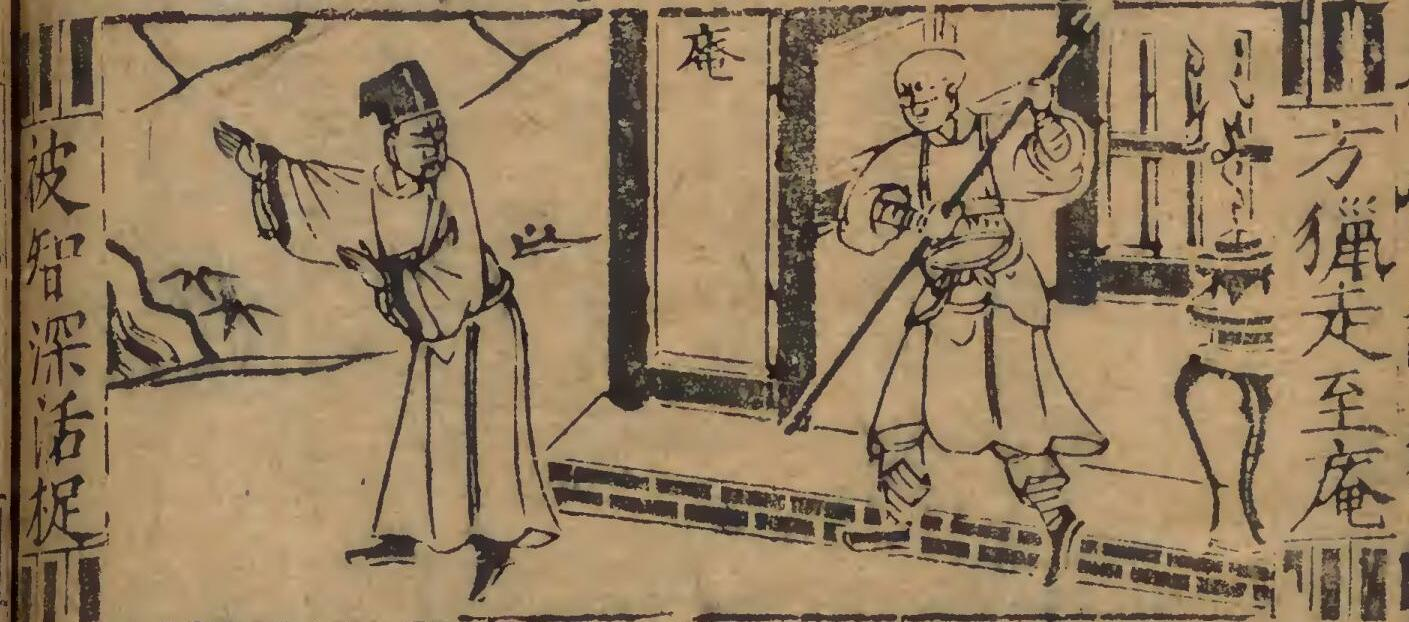
《水滸》 方臘被鲁智深活捉

古典小說《水滸傳》中有描寫關於方臘起義反抗宋朝的故事，並描寫了許多方臘的大將，還有方臘立太子方天定等。为“四大寇”之一，最后为鲁智深所擒获。而在民间传说中，活捉方腊的是武松。“武松独臂擒方腊”最早见载于南宋笔记《林泉野记》，后编入元杂剧，比《水浒传》流传更早。後来拍摄的影视剧，例如邵氏电影《荡寇志》、央视版《水浒传》、新版《水浒传》、长影版《武松》，大多都加入了“武松独臂擒方腊”的情节。

## 影視形象

### 電視劇
| 年份   | 地區 | 作品         | 演員   |
| 1998年 | 中國 | 《水浒传》   | 崔岱   |
| 2011年 | 中國 | 《新水浒传》 | 吴卓翰 |

## 参看
- 方腊起義
- 水浒传